# 哈尔滨广播无线电台
哈尔滨广播无线电台，是历史上第一座由中国人开办的广播电台，1926年10月1日正式开播，1932年2月5日停播。

## 历史

### 草创
1922年9月28日，东三省保安军陆军整理处接管了哈尔滨马家沟中东铁路局的苏俄无线电台，并更名为“东三省无线电台”，由东三省保安军直辖，同年11月30日改隶东三省保安军陆军整理处。1923年2月10日，东三省无线电台试办无线电新闻通讯业务；几乎同时，电台副台长刘瀚将一部马可尼野战电话机改造为广播发射机，进行广播实验并取得成功。之后东三省无线电台以XOH的呼号开始中俄双语临时广播，波长500m，频率600kc，功率50W，台址位于哈尔滨市南岗转角楼（今南岗区红军街50号，目前为黑龙江省博物馆）。1923年5月15日，因奉天（今沈阳）的无线电台定名为“东三省无线电总台”，哈尔滨的东三省无线电台更名为“东三省无线电哈尔滨分台”，刘瀚任代理台长。

### 正式开播
1925年，因日本未经中国东北当局允许私设无线电台，招致东北当局抗议，同时东三省总台下令进一步改装XOH发射机，准备正式开始广播。XOH代理台长刘瀚将发射机功率扩充至100W，并于1926年8月举办历时四日的广播展览。1926年9月22日，哈尔滨广播无线电台及其事务所成立，刘瀚为电台负责人；29日，东省特别区行政长官公署正式批准电台成立。10月1日，电台正式开播，台址位于哈尔滨市道里外国八道街18号（今道里区端街16号），呼号仍为XOH，波长280m，频率1071kHz，每天播出两小时，以新闻、商情、音乐及文艺为主。
1927年，集电台编播、发射一体的二层楼房在南岗长官公署街（今民益街）竣工，次年元旦正式投入使用。与此同时，电台呼号改为COHB，发射功率也扩充至1kW，波长改为445m，频率674kHz，成为当时中国发射功率最大的无线广播电台。电台每日播音6小时，以中、俄、日三种语言播音。1929年，哈尔滨广播无线电台取消日语广播，改为英语节目。1930年6月，因日本方面指责台长刘瀚早年与共产党人合作创办通讯社，迫于压力，当局将刘瀚解职，陈淮清接任台长。1931年“九一八事变”后，哈尔滨广播无线电台积极宣传抗日，一直到1932年2月5日哈尔滨被日军占领、电台停播为止。

### 停播及后续
日军占领哈尔滨之后，哈尔滨广播无线电台于1932年7月23日改为“哈尔滨放送局”，之后又成为满洲电电所属的的哈尔滨中央放送局。
1945年日本投降后，苏军接管了哈尔滨中央放送局，更名为哈尔滨广播电台。1946年哈尔滨台疏散至佳木斯，改名东北新华广播电台。1948年，东北新华广播电台迁回哈尔滨。1948年12月大部迁往沈阳，1949年5月更名为沈阳新华广播电台，1950年4月15日改称东北人民广播电台，1954年9月1日随东北行政区撤销而停止播音，在其基础上建立了辽宁人民广播电台。东北新华广播电台留在哈尔滨的部分更名为哈尔滨新华广播电台，后改名为哈尔滨人民广播电台、黑龙江人民广播电台，1954年8月1日与松江人民广播电台合并为新的黑龙江人民广播电台。